# Богданович Павло Іванович
Богданович Павло Іванович — поручник четвертого лінійного батальйону Окремого Оренбурзького корпусу.
Один з офіцерів, з якими Тарас Шевченко познайомився і підтримував взаємини 1848—1849 в Раїмі. За свідченнями Ераста Нудатова Богданович був одним з тих, чиї портрети малював Шевченко. Проте портрет Богдановича невідомий.